# ローソク足チャート

ローソク足チャートの一例

ローソク足

ローソク足チャート（ローソクあしチャート）は、株価などの相場の値動きを時系列に沿って図表として表す手法の一つ。ローソクチャートともいう。本間宗久の考案とも言われ、海外ではJapanese Candlestick Tradingとして知られる。

## 解説

### 概略
単位期間を定め、単位期間中に初めに付いた値段を始値（はじめね）、最後に付いた値段を終値（おわりね）、最も高い値段を高値（たかね）、最も安い値段を安値（やすね）とし、この四種の値段（四本値＝よんほんね）を「ローソク」と呼ばれる一本の棒状の図形に作図し、時系列に沿って並べて値段の変動をグラフとして表したものである。

### ローソク
ローソクには、始値よりも終値が高い陽線（ようせん）と、始値よりも終値が安い陰線（いんせん）の2種類がある。
古くは陽線が赤、陰線が黒で書き表されていた事、値段が上ると明るい印象があり、下がると暗い印象がある事、相場の動きを陰陽道に絡めて考えた事などから陽線・陰線の名が付いている。
相場に関する印刷物が刊行されるようになった際、コストの高いカラー印刷を嫌って陽線を白抜きの四角形、陰線を黒く塗り潰した四角形で表示する様に変化し、現在の紙媒体では概ね白と黒で表示する。
図のように、始値と終値をローソク足の実体で、期間中の安値と高値はそこから伸びるヒゲで表現する。なお、4つの値のうち、2つ（ないしそれ以上）が同じ値になると、ヒゲや実体のない変則的なローソク足になる。
ローソク一つあたりの期間が一日の場合は日足（ひあし）、一週間の場合は週足（しゅうあし）、一月の場合は月足（つきあし）、一年の場合は年足（ねんあし）と呼ぶ。

### 発祥
ローソク足は、明治30年代に日本で生まれた日本式チャートである。現在は日本国内だけでなく世界中のヘッジファンドや個人投資家が、フィボナッチ・リトレースメントなど他の分析ツールとともに、最も基本的なチャートの1つとしてローソク足チャートを利用している。
異説として18世紀の日本・出羽国の米商人・本間宗久が発案し、大阪・堂島の米取引で使われていたともいわれている。本間宗久の存在は、1991年のスティーブ・ニソンの著書"Japanese Candlestick Charting Techniques"で欧米に紹介されたが、その後ニソンは、1994年の著書"Beyond Candlesticks"で次のように述べている。
しかしながら、私の調査では、本間がローソク足チャートを使っていた可能性は低い。（中略）ローソク足チャートが日本で開発されたのは明治初期（1800年代後半）の可能性が高い。

### その他
ローソク足は一般に移動平均線と一緒に描かれることが多い。またローソク足の下に出来高を表示することが多い。
ローソク足チャートの英訳は candlestick chart だが、 K-line の別称もあり、中国語訳も K線 となる。これは罫線（けいせん）の音訳であった。